# Heat of the Moment
Heat of the Moment – piosenka rockowa zespołu Asia, wydana w 1982 roku jako singel promujący album Asia.

## Powstanie i treść
Pracę nad piosenką w 1980 roku rozpoczął John Wetton podczas bytności w Wishbone Ash. Wetton wykorzystał fakt, iż jego ówczesny zespół nagrywał materiał na album Number the Brave w nowoczesnym Criteria Studios w Miami i zostawał w studio po sesjach, realizując własne pomysły. Po utworzeniu zespołu Asia autorami utworu zostali Wetton i Geoff Downes, odpowiedzialni odpowiednio za refren i zwrotki. Następnie dodano most i zmieniono metrum refrenu.
Podmiot liryczny zwraca się w piosence do swojej ukochanej, wspominając dawne czasy i zastanawiając się nad przyszłością. Jednocześnie przeprasza ją za to, co złego zrobił w ich związku zapewniając, że nie chciał, aby tak wyszło. John Wetton dedykował piosenkę swojej ówczesnej dziewczynie, Jill.

## Wydanie i odbiór
„Heat of the Moment” było ostatnim utworem nagranym na album Asia, ale jednocześnie pierwszym singlem go promującym. Został wydany przez Geffen Records jedynie na płycie 7″, przy czym w Wielkiej Brytanii stronę B stanowił utwór „Time Again”, a poza Wielką Brytanią – „Ride Easy”.
Do utworu został zrealizowany teledysk w reżyserii Godley & Creme. W klipie zastosowano motyw siatki, w której ukazują się stale zmieniające się obrazy.
Była to jedyna piosenka zespołu Asia poza „Don't Cry”, która zajęła miejsce w pierwszej dziesiątce listy Billboard Hot 100 (czwarte miejsce). W Wielkiej Brytanii utwór zajął 46. pozycję.
| Lista             | Pozycja | Źródło |
| ----------------- | ------- | ------ |
| Francja           | 39      | [ 3 ]  |
| Holandia          | 33      | [ 4 ]  |
| Irlandia          | 30      | [ 5 ]  |
| Kanada            | 4       | [ 6 ]  |
| Luksemburg        | 26      | [ 7 ]  |
| Niemcy            | 7       | [ 4 ]  |
| Nowa Zelandia     | 46      | [ 4 ]  |
| Polska            | 6       | [ 8 ]  |
| Południowa Afryka | 4       | [ 9 ]  |
| Stany Zjednoczone | 4       | [ 1 ]  |
| Szwajcaria        | 2       | [ 4 ]  |
| Wielka Brytania   | 46      | [ 1 ]  |

## W kulturze masowej
Piosenka została wykorzystana w filmie 40-letni prawiczek, w serialu Miasteczko South Park (odc. „Śmierć Kenny’ego”), w serialu Nie z tego świata (odc. „Miejsce tajemnic”) oraz w grze komputerowej Guitar Hero Encore: Rocks the 80s.